# Certhilauda
A Certhilauda a madarak osztályának verébalakúak (Passeriformes) rendjébe és a pacsirtafélék (Alaudidae) családjába tartozó nem.

## Rendszerezésük
A nemet William John Swainson angol ornitológus írta le 1827-ben, az alábbi 6 faj tartozik:
- Certhilauda chuana
- Certhilauda benguelensis
- Certhilauda subcoronata
- Certhilauda semitorquata
- Certhilauda curvirostris
- Certhilauda brevirostris

## Előfordulásuk
Afrika déli részén honosak. Természetes élőhelyeik a szubtrópusi és trópusi szavannák, gyepek és cserjések. Állandó, nem vonuló fajok.

## Megjelenésük
Testhosszuk 19-24 centiméter körüli.